# Break a Broken Heart
Break a Broken Heart è un singolo del cantante australiano Andrew Lambrou, pubblicato il 2 marzo 2023.

## Promozione
Il 17 ottobre 2022 l'emittente radiotelevisiva cipriota CyBC ha annunciato di avere selezionato internamente Andrew Lambrou come rappresentante nazionale all'Eurovision Song Contest 2023 a Liverpool. Il mese successivo il cantante ha firmato un contratto discografico con la Panik Records, il ramo greco della Sony Music, che avrebbe prodotto il brano per la manifestazione canora. Break a Broken Heart è stato annunciato come suo brano eurovisivo il 19 febbraio 2023 e pubblicato il successivo 2 marzo. Nel maggio successivo, dopo essersi qualificato dalla seconda semifinale, Andrew Lambrou si è esibito nella finale eurovisiva, dove si è piazzato al 12º posto su 26 partecipanti con 126 punti totalizzati.

## Tracce
Testi e musiche di Jimmy Jansson, Jimmy "Joker" Thornfeldt, Marcus Winther-John e Thomas Stengaard.
1. Break a Broken Heart – 2:58

## Classifiche
| Classifica (2023) | Posizione massima |
| ----------------- | ----------------- |
| Finlandia         | 42                |
| Islanda           | 21                |
| Lituania          | 26                |
| Regno Unito       | 92                |